# Диди-Меджврисхеви
Диди-Меджврисхеви (груз. დიდი მეჯვრისხევი) — село в Грузии, на территории Горийского муниципалитета края (мхаре) Шида-Картли.

## География
Село находится в центральной части Грузии, на левом берегу реки Меджуды, на расстоянии приблизительно 15 километров (по прямой) к северо-востоку от города Гори, административного центра муниципалитета. Абсолютная высота — 819 метров над уровнем моря.

## Население
По результатам официальной переписи населения 2014 года в Диди-Меджврисхеви проживало 2329 человек (1135 мужчин и 1194 женщины). В национальной структуре населения грузины составляли 99,3 %, осетины — 0,4 %.
| Год  | Население, человек |
| ---- | ------------------ |
| 2002 | 3153               |
| 2014 | ↘ 2329             |